# (496315) 2013 GP136
(496315) 2013 GP136, também escrito como (496315) 2013 GP136, é um objeto separado que nunca fica mais perto do que 41,1 UA do Sol. Ele possui uma magnitude absoluta de 6,6 e tem um diâmetro estimado de 211 quilômetros.

## Descoberta
(496315) 2013 GP136 foi descoberto no dia 4 de abril de 2013 pelo Outer Solar System Origins Survey.

## Órbita
A órbita de (496315) 2013 GP136 tem uma excentricidade de 0,730 e possui um semieixo maior de 153 UA. O seu periélio leva o mesmo a uma distância de 41,117 UA em relação ao Sol e seu afélio a 264 UA.